# اللجنة الغامبية المعنية بالممارسات المتوارثة التي تؤثر على صحة النساء والأطفال

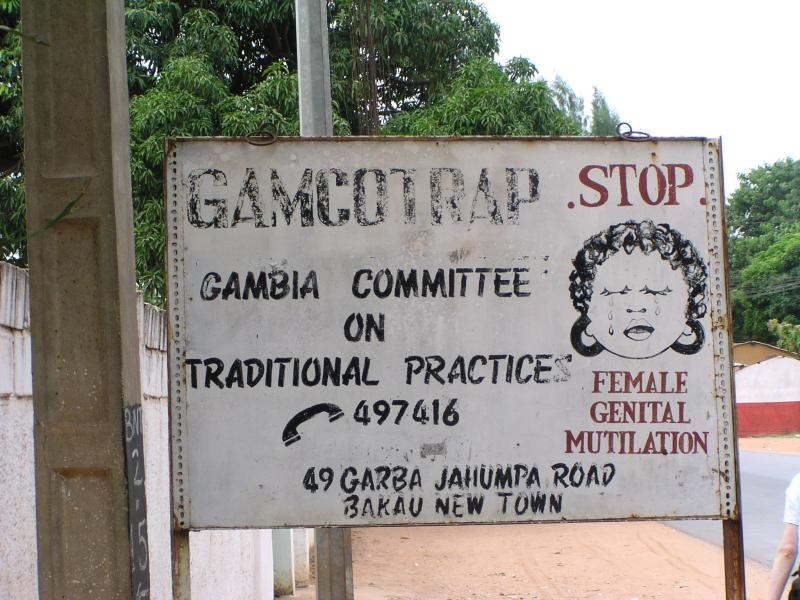

اللجنة الغامبية المعنية بالممارسات المتوارثة التي تؤثر على صحة النساء والأطفال (GAMCOTRAP) هي منظمة غير حكومية تأسست عام 1984م. وتشن حملات ضد ممارسات تشويه الأعضاء التناسلية الأنثوية وتسعى إلى الإعلاء من شأن المرأة وتضمن لها الصحة والتمكين من خلال برامج التعليم المجتمعي.